# Zamek w Egervárze
Zamek w Egervárze (węg. Egervári várkastély) – jeden z najważniejszych przykładów średniowiecznych zamków przebudowanych w okresie renesansu w Europie Środkowej, położony w komitacie Zala, w Egervárze. Przez długi okres był częścią zachodniej linii obronnej Węgier. Zamek znajduje się ok. 700 m na wschód od centrum miejscowości, przy drodze 7427 wiodącej do Vasboldogasszony.
Zamek został zbudowany na planie kwadratu z wieżami w kształcie włoskich baszt na narożach. Zgodnie z warunkami pokoju w Szatmárze, kończącego powstanie Rakoczego, należało zlikwidować obronny charakter zamku i dlatego na początku XVIII w. rozebrano jego północne, zewnętrzne skrzydło.

## Historia zamku
Pierwsza wzmianka o zamku pod nazwą castrum Egerwar pochodzi z 1288 r. Wtedy to palatyn János wymienił z banem Miklószem swoje posiadłości na zamek Egervár. W 1325 roku wieś była własnością Jánosa i Mihálya z rodziny Geregye, którzy później przyjęli nazwisko Egervári. Z treści dokumentu z 1409 r. wynika, że synowie bana Henrika zniszczyli zamek. Zezwolenie na jego odbudowę, banowi chorwackiemu László Egerváriemu, wydał król Maciej Korwin w 1476 r. W 1539 r. Orsolya Kanizsai, żona palatyna Tamása Nádasdyego, odziedziczyła znajdujący się w złym stanie zamek. Odbudowę nadzorował jego ojciec Ferenc Nádasdy. Po zajęciu Kanizsy przez Turków, Egervár stał się zamkiem granicznym, a jego znaczenie militarne znacznie wzrosło. W 1664 r. z powodzeniem przetrwał tureckie oblężenie, ale jeszcze w tym samym roku Turcy go spalili. W 1671 r. po wykryciu spisku Wesselényiego, przeszedł na własność cesarza. W latach 1674–1676 dzierżawca zamku, opat z Zalaváru, Mátyás Radonay, odnowił zrujnowaną budowlę. W 1676 r. zamek otrzymuje György Széchényi, ówczesny biskup Kalocsy, który kontynuował renowację. Jego siostrzeniec György Széchényi został 1687 r, w uznaniu swoich zasług, mianowany kapitanem zamków Szentgyörgy, Egervár i Pölöske. Zasłużony wicekapitan zamku Mihály Sidy był specjalnym wysłannikiem komitatu Zala na sejmie w Szécsény w 1701 r. w czasie powstania Rakoczego. W 1712 r. zamek przeszedł w posiadanie syna Györgya Széchényiego, Zsigmonda, który przeprowadził szeroko zakrojone prace renowacyjne. Zburzył zniszczone wcześniej północne skrzydło, przed południowym i zachodnim skrzydłem dobudował krużganki i podwyższył zamek o jedno piętro. W 1760 r. znów trzeba było odnawiać zamek po pożarze. W 1787 r. zamek ponownie popadł w ruinę i jego część użytkowano jako magazyn ziarna. Właściciele już w nim nie mieszkali, a osuszenie okolicznych bagien spowodowało zniszczenie drewnianych pali, na których był posadowiony.  W latach 1802–1809 zamek ponownie wyremontowano. W 1874 r. László Solymosy kupił posiadłość od Jenő Széchenyiego.
Po 1945 r. znowu popadł w ruinę i dopiero w latach 1961–1965 przeprowadzono jest jego remont. Od połowy lat 70. XX w. na dziedzińcu zamku odbywały się latem spektakle teatralne tzw. Egervári Esték, (Egervárskie wieczory), na potrzeby których rozbudowywano systematycznie infrastrukturę. W 2000 r. powstała widownia mieszcząca 450 osób i przykryta namiotem. W zamku funkcjonował wtedy hotel, a w południowozachodniej wieży była wystawa jego historii. 
Trwający obecnie projekt renowacyjny, rozpoczął się w 2009 r. kiedy to władze gminy złożyły wniosek do Unii Europejskiej. Efektem tego projektu jest powstanie centrum dla zwiedzających z elementami interaktywnymi, nowoczesną technologią, przyjaznymi dla turystów wystawami, przewodnikiem na smartfonie i audioprzewodnikiem. Wyposażenie stanowią repliki dawnych mebli, które można wypróbować, kopie różnych przedmiotów z epoki, których można dotknąć. Na wystawie prezentowane są również modele innych węgierskich, późnorenesansowych zamków, wzbogacone o elementy interaktywne.